# Inception (soundtrack)
Inception is de originele soundtrack van de film met dezelfde naam. Het album werd gecomponeerd door Hans Zimmer en uitgebracht op 13 juli 2010 door Reprise Records.
De filmmuziek voor de film werd naast de traditionele orkestinstrumenten ook veel gebruikgemaakt van elektronische muziek instrumenten op verzoek van regisseur Christopher Nolan. Opvallend door heel het album zijn de gitaarklanken van gitarist Johnny Marr, voormalig lid van de invloedrijke rockband The Smiths uit de jaren tachtig. Marr nam een groot deel van de composities (in de gitaarstijl van Marr) voor zijn rekening. Het orkest stond onder leiding van Matt Dunkley. De opnames vonden plaats in de studio AIR Hyndhurst Hall en afgemixt bij Remote Control Productions. Additioneel muziek werd gecomponeerd door Lorne Balfe. Het nummer "Non, je ne regrette rien" van de Franse zangeres Édith Piaf is vaak in de film te horen. Ook enkele stukken op de soundtrack zijn in feite een bewerking van het nummer van Piaf. Zo is het nummer "Half Remembered Dream" een vertraagde versie van "Non, je ne regrette rien". Opmerkelijk is ook dat de actrice Marion Cotillard, die een Academy Award won voor haar rol als Édith Piaf in de Franse biografische film La Vie en Rose uit 2007.

## Musici
- Richard Edwards - Tenortrombone
- Tina Guo - Cello
- Peter Lake - Altviool
- Johnny Marr - Gitaar
- Perry Montague-Mason - Viool
- Anthony Pleeth - Cello
- Satnam Ramgotra - Drums
- Mary Scully - Bas
- Owen Slade - Tuba
- Dave Stewart - Bastrombone
- Richard Watkins - Hoorn
- Hans Zimmer - Synthesizer

## Nummers
| Nr.: | Titel:                                   | Duur: |
| ---- | ---------------------------------------- | ----- |
| 1    | Half Remembered Dream                    | 1:11  |
| 2    | We Built Our Own World                   | 1:55  |
| 3    | Dream Is Collapsing                      | 2:23  |
| 4    | Radical Notion                           | 3:42  |
| 5    | Old Souls                                | 7:43  |
| 6    | 528491                                   | 2:23  |
| 7    | Mombasa                                  | 4:54  |
| 8    | One Simple Idea                          | 2:28  |
| 9    | Dream Within A Dream                     | 5:04  |
| 10   | Waiting For A Train                      | 9:30  |
| 11   | Paradox                                  | 3:25  |
| 12   | Time                                     | 4:35  |
| 13   | Projections (Bonustrack)                 | 7:04  |
| 14   | Don't Think About Elephants (Bonustrack) | 5:35  |

## Hitnoteringen

### VlaamseUltratop 100Albums
| Hitnotering: 31-07-2010 t/m 14-08-2010 | Hitnotering: 31-07-2010 t/m 14-08-2010 | Hitnotering: 31-07-2010 t/m 14-08-2010 | Hitnotering: 31-07-2010 t/m 14-08-2010 | Hitnotering: 31-07-2010 t/m 14-08-2010 |
| Week:                                  | 1                                      | 2                                      | 3                                      |                                        |
| -------------------------------------- | -------------------------------------- | -------------------------------------- | -------------------------------------- | -------------------------------------- |
| Positie:                               | 80                                     | 69                                     | 91                                     | uit                                    |

### NPO Klassiek Filmmuziek Top 200
| Inception in de NPO Klassiek Filmmuziek Top 200 | Inception in de NPO Klassiek Filmmuziek Top 200 | Inception in de NPO Klassiek Filmmuziek Top 200 | Inception in de NPO Klassiek Filmmuziek Top 200 | Inception in de NPO Klassiek Filmmuziek Top 200 | Inception in de NPO Klassiek Filmmuziek Top 200 | Inception in de NPO Klassiek Filmmuziek Top 200 | Inception in de NPO Klassiek Filmmuziek Top 200 | Inception in de NPO Klassiek Filmmuziek Top 200 |
| Jaar                                            | 2018                                            | 2019                                            | 2020                                            | 2021                                            | 2022                                            | 2023                                            | 2024                                            | 2025                                            |
| ----------------------------------------------- | ----------------------------------------------- | ----------------------------------------------- | ----------------------------------------------- | ----------------------------------------------- | ----------------------------------------------- | ----------------------------------------------- | ----------------------------------------------- | ----------------------------------------------- |
| Positie                                         | 33                                              | 18                                              | 16                                              | 18                                              | 22                                              | 26                                              | 24                                              | 23                                              |

## Prijzen en nominaties
| Jaar | Prijs                 | Categorie                                                                        | Genomineerde(n) | Uitslag     |
| ---- | --------------------- | -------------------------------------------------------------------------------- | --------------- | ----------- |
| 2010 | Satellite Award       | Beste soundtrack                                                                 | Hans Zimmer     | Gewonnen    |
| 2011 | Academy Award         | Beste filmmuziek                                                                 | Hans Zimmer     | Genomineerd |
| 2011 | BAFTA Award           | Beste filmmuziek                                                                 | Hans Zimmer     | Genomineerd |
| 2011 | Critics' Choice Award | Beste filmmuziek                                                                 | Hans Zimmer     | Genomineerd |
| 2011 | Golden Globe          | Beste filmmuziek                                                                 | Hans Zimmer     | Genomineerd |
| 2011 | Grammy Award          | Best Score Soundtrack Album for Motion Picture, Television or Other Visual Media | Hans Zimmer     | Genomineerd |